# تئوفیلوس (فیلم)
تئوفیلوس (یونانی: Θεόφιλος) یک فیلم درام یونانی است که در سال ۱۹۸۷ میلادی منتشر شد و دربارهٔ زندگی نقاش نامدار یونانی «تئوفیلوس هاجی‌میخائیل» است. این فیلم در ۳۸مین دورهٔ جشنواره بین‌المللی فیلم برلین به نمایش درآمد و نمایندهٔ کشور یونان در شصتمین دوره جوایز اسکار برای رقابت در جایزه اسکار بهترین فیلم بین‌المللی بود که البته به فهرست نهایی نامزدها راه نیافت. از بازیگران این فیلم می‌توان به دیمیتریس کاتالیفوس اشاره کرد.